# Maxmilián z Lichtenštejna
Maxmilián kníže z Lichtenštejna (německy Maximilian Fürst von Liechtenstein, 6. listopadu 1578, Lednice – 29. dubna 1643, Ráb) byl moravsko-rakouský šlechtic z rodu Lichtenštejnů. Od mládí působil jako voják a dvořan ve službách Habsburků, mimo jiné bojoval na Bílé hoře, v císařské armádě nakonec dosáhl hodnosti polního maršála. Díky sňatku s dědičkou pánů z Boskovic převzal značný majetek na jižní Moravě, další statky získal během pobělohorských konfiskací. V roce 1623 byl povýšen na knížete. Jeho starším bratrem byl kníže Karel z Lichtenštejna (1569–1627). 

## Životopis
Pocházel ze starého šlechtického rodu Lichtenštejnů usazeného od 13. století na Moravě, narodil se jako čtvrtý syn císařského rady Hartmanna II. z Lichtenštejna (1544–1585). 
Z iniciativy svého staršího bratra Karla se Maxmilián jako osmnáctiletý v roce 1597 oženil s Kateřinou Šemberovou z Boskovic († 1637), dcerou a bohatou dědičkou Jana Šembery z Boskovic, který zemřel téhož roku. 
Podobně jako jeho předkové byl také Maxmilián původně protestant, ale v roce 1600 konvertoval ke katolictví. Ještě téhož roku se uplatnil jako voják v Uhrách v bojích proti Turkům. V roce 1608 se v hodnosti polního zbrojmistra stal vrchním velitelem dělostřelectva.
Jeho další vzestup byl spojen s příklonem k císaři Matyášovi, který se i díky jeho přičinění stal českým králem. V letech 1613–1615 zastával u císařského dvora hodnost nejvyššího štolby, zároveň se v roce 1613 stal členem Tajné rady a císaře Matyáše doprovázel na říšský sněm v Řezně. Na vlastní náklady vyzbrojil na Moravě pluk, ke kterému patřil také Albrecht z Valdštejna. V bitvě na Bílé hoře bojoval Maxmilián na straně císařské armády a pod velením generála Buquoye podnikl rozhodující útok na stavovské vojsko. Za zásluhy byl spolu se svým mladším bratrem Gundakarem (1582–1658) povýšen do knížecího stavu (1623). Později byl vrchním velitelem v Uhrách. Kromě aktivní služby v armádě se uplatnil také jako vojenský teoretik a publikoval několik spisů. V roce 1638 dosáhl hodnosti polního maršála a zemřel jako vrchní velitel v pevnosti Ráb.

## Majetkové poměry
Již jako dítě zdědil v roce 1585 po otci panství Rabensburg v Dolním Rakousku a Hohenau. Značného majetku nabyl v roce 1597 sňatkem s Kateřinou Černohorskou z Boskovic, která byla dědičkou panství Nový hrad, Pozořice a Bučovice na jižní Moravě. Jako spolumajitel na dědictví své manželky je uváděn od roku 1604. Další majetek získal v průběhu pobělohorských konfiskací, kdy využil svého postavení úspěšného císařského vojevůdce a mladšího bratra vlivného českého místodržitele knížete Karla. V počátečním nepříliš přehledném procesu konfiskací dočasně užíval panství Břeclav nebo Luhačovice, trvalý charakter měl zisk panství Ždánice v sousedství Bučovic, které získal jako konfiskát po rodu Kouniců. Kromě toho převzal dva domy v Brně nebo panství Mořice na Prostějovsku, které později formou donace převedl na klášter paulánů ve Vranově u Brna.
Jako nositel knížecího titulu inicioval po roce 1623 stavební úpravy zámků v Rabensburgu a Bučovicích, které byly určeny jako knížecí rezidence. Rabensburg měl plnit úlohu reprezentačního sídla a byly zde soustředěny hodnotné umělecké sbírky. Zámek v Bučovicích byl předurčen jako soukromé rodinné sídlo, ale i zde byly vynaloženy vysoké částky. Do tohoto období spadá také vznik kašny na nádvoří (1635–1637, Giovanni Giacomo Tencalla). Zásadní stavební úpravy a bohaté vybavení interiérů bučovického zámku dokládá inventář pořízený v roce 1637 po smrti Maxmiliánovy manželky Kateřiny z Boskovic. Následující generace Lichtenštejnů měly k dispozici řadu jiných sídel a zámek v Bučovicích opomíjeli, ten se díky tomu dochoval v úpravách z přelomu 16. a 17. století.
Maxmilián z Lichtenštejna zemřel bez potomstva, jeho dědicem se stal synovec kníže Karel Eusebius z Lichtenštejna (1611–1684). Po smrti knížete Karla v roce 1627 byl Maxmilián také jeho poručníkem.